# 小俣町 (三重県)
小俣町（おばたちょう）は、かつて三重県度会郡にあった町。南勢地域（伊勢志摩）に含まれる。
伊勢参宮街道の最後の宿場として栄えた。商工農のバランスがとれており、合併直前、県下では5番目の人口密度で、人口も毎年微増していた。2005年（平成17年）11月1日に伊勢市・二見町・御薗村と合併して新たに伊勢市となり、自治体としての小俣町は廃止された。

## 地理
伊勢平野の南部に位置する。宮川下流の西岸に位置するが、海には面していない。町の西端部に標高40m前後の丘陵地（大仏山）が僅かに存在するが、殆どは標高20m未満の平地である。
- 河川：宮川、外城田川、汁谷川

### 隣接していた自治体
2005年（平成17年）の市町村合併前に隣接していた自治体（☆は現在も隣接している自治体）
- 伊勢市
- 多気郡明和町☆
- 度会郡玉城町☆
- 度会郡御薗村

## 歴史
小俣町域での出来事が歴史に登場するのは、797年（延暦16年）の離宮院創設の頃であるが、室町時代末期には廃墟となっている。現在の集落の基が形成されたのは、1588年（天正16年）の蒲生氏郷による伊勢参宮街道の大改修に前後して街道筋の町が整備された頃である。
廃藩置県（明治4年）以前の小俣村は、紀州藩領と鳥羽藩領に分かれていた。度会県発足後に一つの行政区となるが、村の行政は元紀州藩領と元鳥羽藩領に別れたまま、差配されていた。この影響は小俣町成立後の昭和4年まで続いた。

### 沿革
- 1889年（明治22年）4月1日 - 町村制の施行により、近世以来の小俣村が単独で自治体を形成。
- 1928年（昭和3年）11月3日 - 小俣村が町制施行して小俣町となる。
- 1953年（昭和28年）11月1日 - 北浜村の一部（明野開拓地）を編入。
- 1955年（昭和30年）4月10日 - 有田村の一部（湯田・新村および井倉字妻ヶ広）を編入。
- 1957年（昭和32年）1月15日 - 妻ヶ広を多気郡斎明村（現・明和町）に編入。斎明村の一部（明野開拓地）を編入。
- 1958年（昭和33年）10月20日 - 町制30周年を記念し、町章を制定。
- 1988年（昭和63年）11月3日 - 町制60周年を記念し、町の花を「キク」、町の木を「サクラ」に制定。
- 2003年（平成15年）9月25日 - 合併問題で議会が反対したため、町長が辞職、その後の町長選（同年11月16日）で復活[4]。
- 2005年（平成17年）11月1日 - 伊勢市・二見町・御薗村と合併し、改めて伊勢市が発足。同日小俣町廃止。

## 行政

### 町長
- 市町村合併直前の町長：奥野英介

### 国の機関
- 陸上自衛隊明野駐屯地（明野飛行場）
- 陸上自衛隊航空学校（航空学校本校）
- 宮川医療少年院

## 経済

### 産業
- 株式会社マスヤ
- 美和ロック株式会社伊勢工場
- ユニチカ株式会社宮川事業所

## 教育

### 高等学校
- 三重県立明野高等学校

### 中学校
- 小俣町立小俣中学校

### 小学校
- 小俣町立明野小学校
- 小俣町立小俣小学校

### その他の教育施設
- 小俣町立図書館
- 三重県南部自動車学校

## 交通

### 鉄道
- 近畿日本鉄道（近鉄）
  - 山田線 : 明野駅 - 小俣駅
- 東海旅客鉄道（JR東海）
  - 参宮線 : 宮川駅

### 路線バス

#### 現在運行中の路線
- 三重交通
- 三交伊勢志摩交通
- 伊勢市コミュニティバス

#### 廃止路線
- 小俣町福祉バス（2005年（平成17年）の市町村合併後も、しばらく継続。2007年（平成19年）に伊勢市コミュニティバスへ移行。）

### タクシー
- 野呂自動車有限会社 - ウェイバックマシン（2016年3月4日アーカイブ分）（野呂タクシー）

### 道路
- 国道23号（南勢バイパス）
- 三重県道37号鳥羽松阪線（主要地方道、1977年（昭和52年）までは国道23号であった）

## 娯楽
- 宮川座（映画館）

## 名所・旧跡・観光スポット・祭事・催事

### 名所・旧跡
- 離宮院跡
- 小俣神社
- 湯田神社

### 観光スポット
- 大仏山公園

### 祭事・催事
- かんこ踊り（8月15日）
- おばたまつり（8月下旬）
  - 1997年（平成9年）10月10日に第1回を開催（第1回は町民体育祭と同時開催）[5]。市町村合併後も継続実施。
- 町民体育祭（10月中旬）
  - 1956年（昭和31年）10月14日に第1回を開催[6]。市町村合併後も継続実施。
- 掛橋御頭舞（2月11日）
- 官舎神社御頭舞（2月11日）

## 地名
1970年代より以前、小俣町には大字が無く小字のみが存在していた。また土地地番については町全域の通し番号であった。
町内の自治活動は1958年（昭和33年）4月1日に小俣町全域で発足した自治会による区割り（自治区と呼ばれる。発足時は22区、現在は30区）単位で行うのが、一般的である。（2005年の市町村合併後も同様）
但し、土地地番の振り方については何かと不都合が多かった為、1980年代前後に地籍調査を実施、境界線の曖昧な小字を廃止し、数区の自治区を組み合わせることにより新しく7区の大字を設定、土地地番を大字ごとに振り直した。
2005年（平成17年）の新・伊勢市の発足に伴い、各大字は「小俣町」を冠して伊勢市の町名となった。（例 小俣町元町、小俣町本町など）
各大字の概要を以下に示す。 外部リンク - 自治区区割マップ (PDF)
なお、人口は2008年（平成20年）10月1日現在（伊勢市発行『市勢統計要覧 2008年度版』より）。

### 元町
- 「もとまち」と読む。小俣町東部に位置する。第一部自治区域には宿場町の中心（本陣など）があった。現在は総合支所（旧・町役場）がある栄町周辺が小俣町の中心となっている。
- 人口：4,075人
- 郵便番号：〒519-0503
- 町内の自治区：第一部、栄町、共敬、中小俣（なかおばた）、大久保、下小俣（しもおばた）
- 主な施設：伊勢市小俣総合支所（栄町自治区）、伊勢市立小俣小学校（共敬自治区）、小俣郵便局（共敬自治区）、伊勢市消防署小俣分署（下小俣自治区）、小俣駅（下小俣自治区）、三十三銀行小俣支店（共敬自治区）

### 本町
- 「ほんまち」と読む。小俣町中央よりやや南に位置する。宮川駅の開業（1893年）や宮川モスリン（現・ユニチカ宮川事業所）の創業（1921年）と共に発展した地域。2007年（平成19年）には、三交不動産およびユニチカエステートにより、地域内に「リンクスコート小俣本町」（全93区画）の開発が行われている。
- 人口：3,972人
- 郵便番号：〒519-0505
- 町内の自治区：東本町、西本町、南本町、北本町、上久保（かみくぼ）、清明、掛橋（かけはし）
- 主な施設：宮川駅（東本町自治区、南本町自治区）、 離宮院公園（南本町自治区、伊勢神宮の離宮跡地を公園化したもの）、伊勢市立小俣図書館（北本町自治区）、ユニチカ宮川事業所（清明自治区）、コープみえみやがわ店（西本町自治区）

### 宮前
- 「みやまえ」と読む。小俣町南部に位置する。
- 人口：2,120人
- 郵便番号：〒519-0504
- 町内の自治区：新川原、宮前、松倉、高畑
- 主な施設：バリューセンター小俣店（高畑自治区）、宮川医療少年院（新川原自治区）、百五銀行筋向橋支店度会橋出張所（高畑自治区）

### 相合
- 「そうごう」と読む。小俣町中央部に位置する。
- 人口：1,632人
- 郵便番号：〒519-0502
- 町内の自治区：米子、新出（しんで）、六軒屋、上惣
- 主な施設：伊勢市立小俣中学校（新出自治区）、百五銀行宮川支店（新出自治区）、生鮮市場ベリー小俣店（新出自治区）、マスヤ本社工場（六軒屋自治区）、JA伊勢小俣支店（新出自治区）

### 明野
- 「あけの」と読む。小俣町北部に位置する。明野ヶ原（台地）の南部。
- 人口：4,668人
- 郵便番号：〒519-0501
- 町内の自治区：明野第一、明野第二、明野第三、明野第四、明野第五、明野第六
- 主な施設：陸上自衛隊明野駐屯地（自治区外）、三重県立明野高等学校（明野第三自治区）、伊勢市立明野小学校（明野第一自治区）

### 湯田
- 「ゆた」と読む。小俣町南西部に位置する。
- 人口：1,997人
- 郵便番号：〒519-0506
- 町内の自治区：湯田
- 主な施設：美和ロック伊勢工場（湯田自治区）

### 新村
- 「しむら」と読む。小俣町北西部に位置する。大仏山丘陵付近。
- 人口：579人
- 郵便番号：〒519-0507
- 町内の自治区：東新村、西新村
- 主な施設：大仏山公園（小俣町東新村自治区・玉城町・明和町にまたがる）、伊勢市小俣総合体育館（東新村自治区）

## 出身者
- 植木等（コメディアン）
- 尾西美咲（陸上競技選手）
- 松本徹（バドミントン選手）